# 新安置業
新安置業有限公司，簡稱新安置業（英語：Sun On Estate Company Limited，港交所除牌時為0257.HK），當時主要經營房地產及投資業務。
是在1973年創立及於香港交易所主板上市，但由於受到六四民運事件及中英前景問題影響，在1989年，被辰達集團進行收購，轉為經營旅遊及紡織業行業，更名為寧發國際有限公司，再到1993年，更名為中國光大國際有限公司至今。

## 連結
- 中國光大國際有限公司